# 聲援維吾爾族人權集會

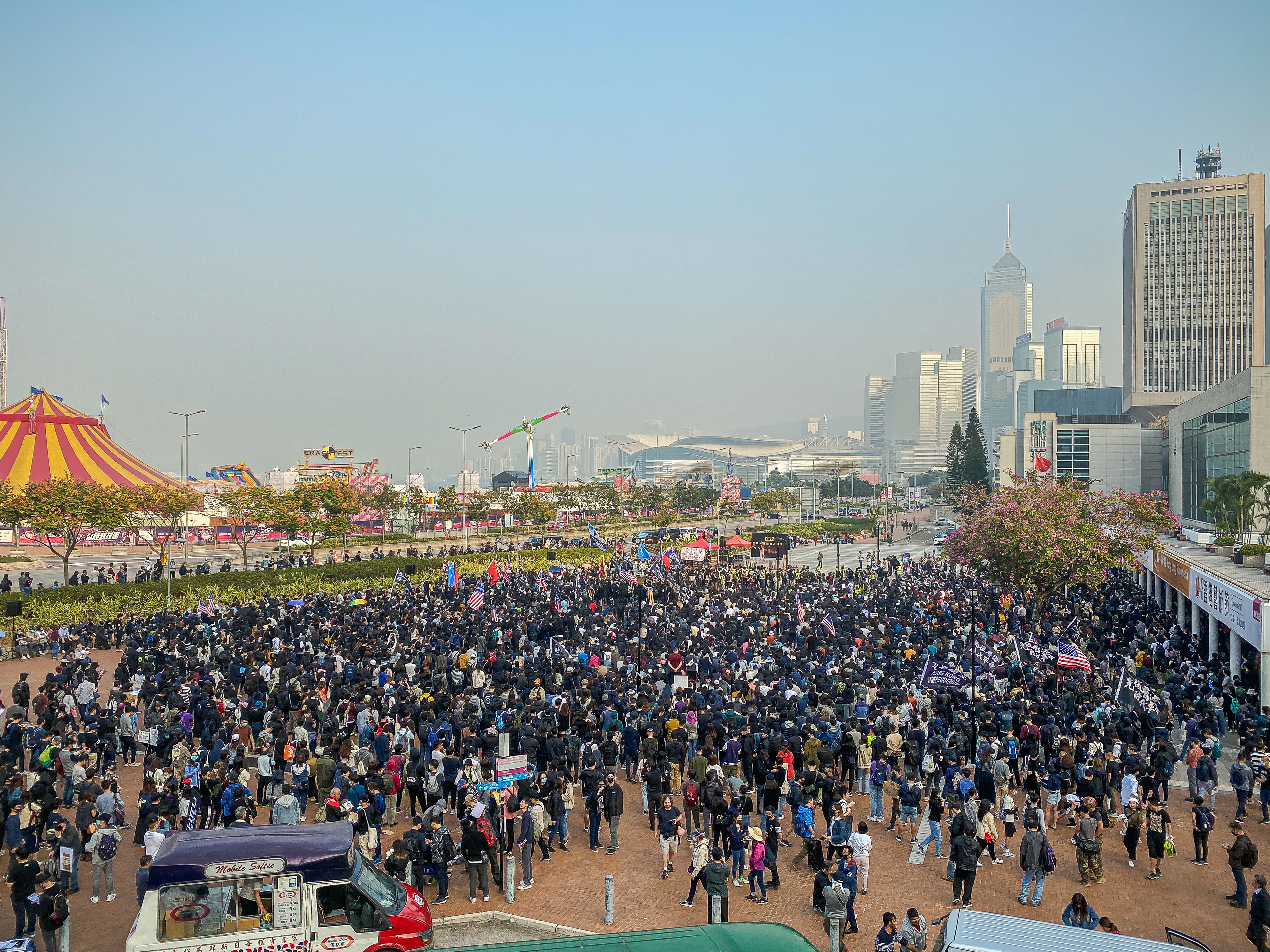
聲援維吾爾族人權集會在中環愛丁堡廣場舉行，有數百人參與

聲援維吾爾族人權集會是2019年12月22日香港市民在中環愛丁堡廣場舉行的集會，獲發不反對通知書。集會主題為「今日新疆，明日香港」，有參加者表示，擔心香港成為新疆，希望透過關注新疆人權狀況，令世界也關注香港。

## 背景
聯合國和人權團體估計，新疆上百萬維吾爾族穆斯林等被拘留。近日新疆問題成為國際焦點，11月19日，歐洲議會通過決議，譴責中國政府在新疆限制少數民族人權及宗教信仰自由，對美國國會近期通過的涉疆法案表示歡迎。而在印尼雅加達，有示威者在中國大使館外聲援新疆維吾爾族。

## 集會過程
有幾千人參加集會，其中包括世界維吾爾代表大會主席多力坤·艾沙。他發言時表示希望國際社會多關注事件。有參加者表示，擔心香港成為新疆，希望通過關注新疆人權狀況，讓國際社會繼續關注香港。有抗議者在集會上發表演講，警告說在新疆發生的悲劇也可能會在香港重演。

## 集會中斷

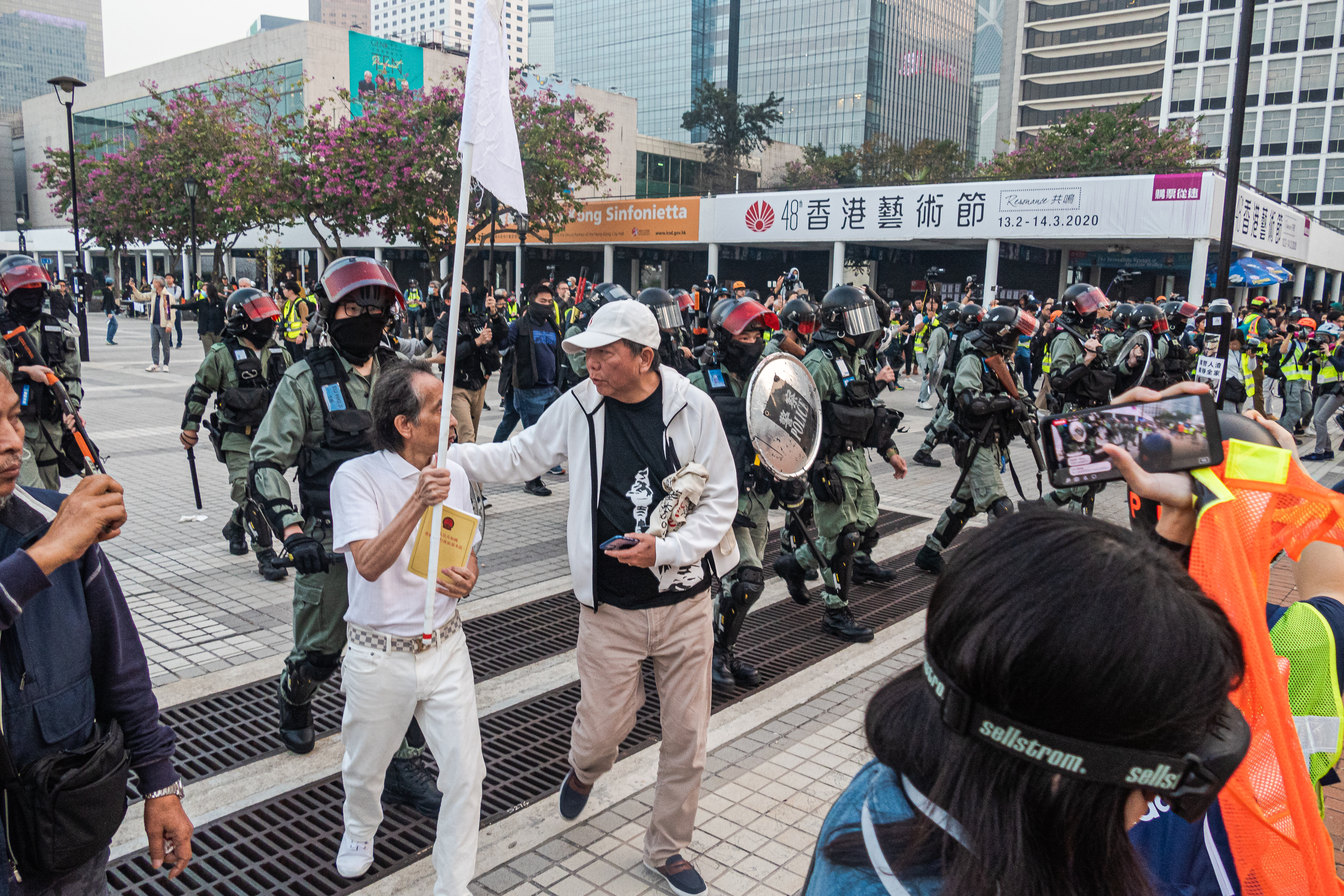
防暴警則趕來支援並強行清場，驅散參加集會的市民

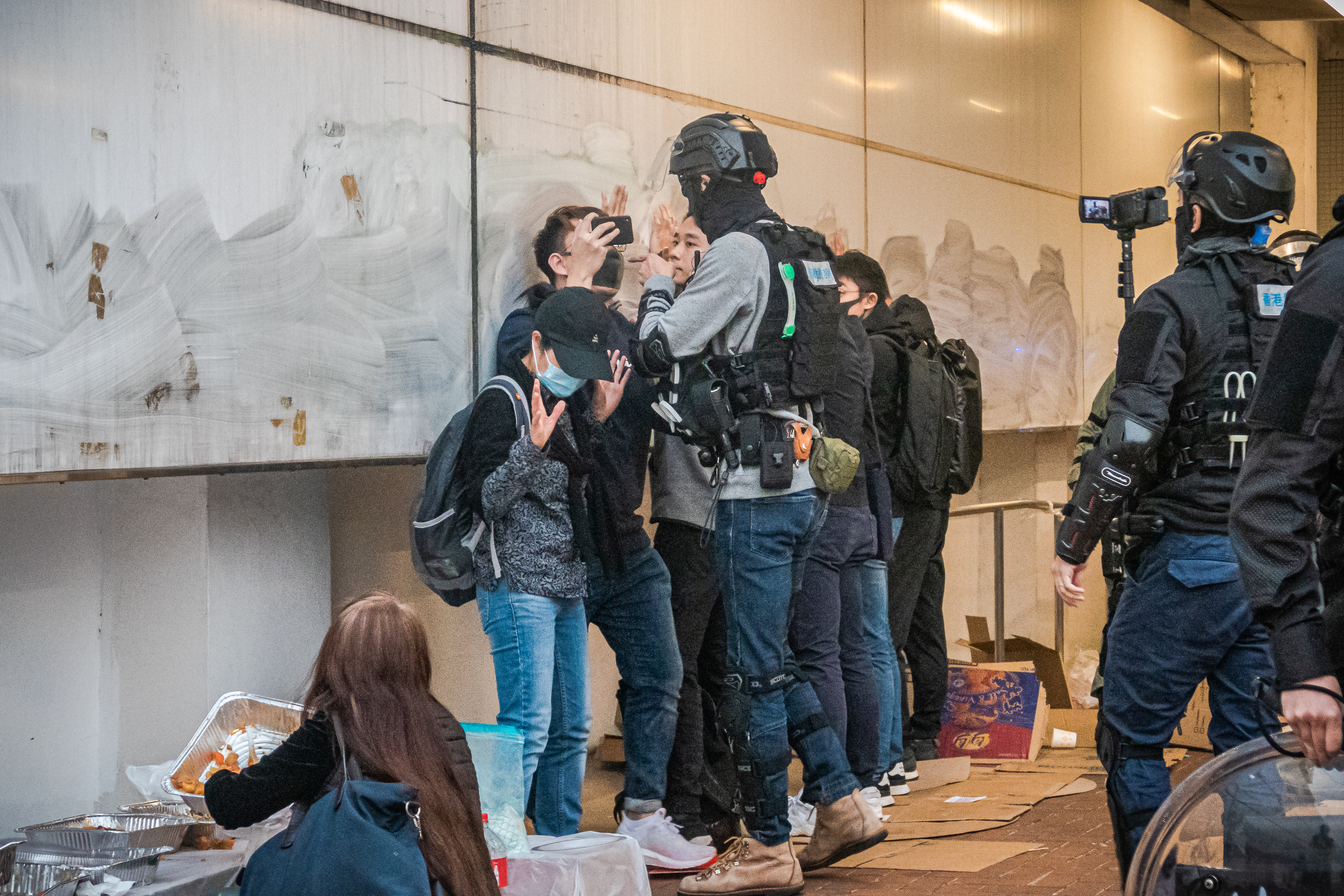
有拍攝清場的市民被警員截查

集會尾聲時被迫中斷，大批防暴警則趕來支援並強行清場，驅散參加集會的市民。爆發激烈警民衝突。有人從大會堂旗桿扯下中國國旗，之後防暴警入場處理，隨即發生衝突，場面極度混亂，警方更一度以真槍指向人群，網民稱之為「文宣對真槍」。

## 法庭提堂
2名青年於聲援維吾爾族人權集會中，阻礙1名警長53734拘捕另一人及襲擊警長58747，分別被控襲警及阻差辦公2罪，2019年12月24日於東區裁判法院提堂。控方申請押後案件作進一步調查，包括檢視警方拍攝的片段及新聞片段，以及追捕其他在逃人士，控方不反對被告保釋。裁判官批准兩被告准以5,000元保釋，每周到警署報到1次，不得離港，期間1名青年准以離境到韓國數天，並須向控方交代行程及旅程細節。押後案件至2020年2月25日再訊。
警方再拘捕1名青年，他於大會堂低座外襲擊正在執行職務的1名高級督察34135。被控襲警罪，2020年1月2日在東區裁判法院提堂。控方申請將案件押後至2月25日再訊，表示屆時將考慮把兩案合併處理，獲裁判官批准，期間被告可以5000元保釋外出，期間需要一週兩次到警署報到。
後來延至2020年6月19日再提堂，3名被告全被加控暴動罪，其中一人原被控的「阻差辦公罪」改控「意圖妨礙拘捕或檢控罪犯而協助罪犯罪」。控方申請將案件轉介至區域法院，屆時將合併兩案。案件押後至8月21日，等候轉介文件。
其中1名被控襲警及暴動青年早前認罪，2021年5月18日在區域法院由法官李俊文判刑：
辯方求情指，21歲被告於2016年曾任職倉務員，父母及其胞妹的求情信則指，被告為人善良，因一時衝動犯案，事後已反省，與家人關係更親近，並珍惜相處時間，家人亦指日後會陪伴及監督被告。於案發後亦主動向外展社工求助，並進行18次會面輔導，因此他重犯機會低。又根據梁天琦案例，就本案提出4點，包括事發時的集會主要是聲援維吾爾族，並獲得警方不反對通知書，故被告是沒有預謀參與暴動；另外，是次暴動規模不大，人數少，只有約50人，同時亦無證據顯示被告擔當帶領角色，而且案中警員的傷勢不嚴重，只是擦傷。
2021年5月，李俊文考慮過旺角暴動中譚百熙等案例，認為本案的情節較案例輕微，當年的示威者將玻璃樽擲向警員，又用追着被迫退的警員，導致警員骨折等。反觀本案，李官接受暴動是突然發生的事件，現場原本是獲不反對通知書的聲援維吾爾族集會，因此暴力事件並非事先安排或計劃。另外，本案的暴動規模較輕微，片中見只有50人或更少，而且暴動發生在周日下午5時，地點在中環，對公眾及交通的滋擾甚少暴動過程只持續20分鐘，被告涉及的激烈行為少於1分鐘，而其他示威者投擲的物品是膠水樽，並非汽油彈或燃燒中物品。即使最激烈的行為亦只維持數分鐘，只導致4名警員受輕傷。被告在暴動中亦非帶領、號召、煽動、鼓吹的角色，因此李官接納被告並非領導，只是一時衝動犯案，意圖與其他示威者無異。但考慮到被告同時干犯襲警罪，目的為協助其他示威者逃走，此為加刑因素，最後以45個月為量刑起點，認罪扣減三分一，李官另考慮到被告年輕、一時衝動犯案，以及主動向社工求助，態度積極，額外減刑2個月；而襲警罪則以3個月為量刑起點，認罪減至2個月。兩項刑期同期執行，最後判處監禁2年4個月。
而另外2青年就不認罪，排期於2022年3月預定開審。
3名青年被指當日阻止警方制服示威者，被控暴動，承認協助罪犯及襲警罪。案件在2022年8月15日在區域法院開審，其中兩名22歲的男學生否認暴動罪，承認協助罪犯及襲警罪。控方表示現場者「包圍」警員，辯方立場認為是「圍觀」，而被告被捕時的位置並沒有暴動發生，指暴動是愛丁堡廣場相隔一段距離的地點。
經審訊後，2022年11月4日，區域法院暫委法官葉啓亮裁定20歲和21歲青年暴動罪成。雖然辯方爭議指2人視線受阻，不知道現場出現暴動和沒有參與。不過法官反駁指2人視線不會被長時間阻擋，可目擊衝突及暴力行為，其中一人之後更腳踢督察，又指2人在人群前方，刻意置身暴動核心，而一人衝前時身處「風眼中心」，認為是知道出現暴動再參與其中。被告還押後至11月16日求情。到判刑當日，辯方求情時指，被告願承認責任，對受傷警員致歉，又引述被告親撰求情信稱「種甚麼因，得甚麼果」。法官表示接納本案是突然發生，並非事先安排，且暴動規模較細，歷時僅 20 分鐘，對公眾造成的滋擾相對低，亦無人投擲磚頭或汽油彈等。不過首被告「搶犯」令暴力行為升級，第三被告襲警亦會引起他人效法，遂加刑2個月，最後判處監禁3年9個月。